# 담배속
담배속(--屬, 학명: Nicotiana 니코티아나[*])은 담배아과의 단형 족인 담배족(--族, 학명: Nicotianeae 니코티아네아이[*])에 속하는 유일한 속이다. 아메리카 대륙 원산이다. 담배속 식물의 잎에는 니코틴이 많이 함유되어 있어서 기호품으로 쓴다.
담배(Nicotina tabacum)는 담배의 원료로 전 세계적으로 널리 재배되고 있다.
담배속의 야생종에는 이배종, 사배종, 이수종 등 약 60종이 있다. 숲꽃담배(N. sylvestris)·토멘토사군 토멘토사담배(N. tomentosa)·토멘토시포르미스담배(N. tomentosiformis)·오토포라담배(N. otophora)·파니쿨라타담배(N. paniculata)·운둘라타담배는 이배종이지만 재배종 담배는 대부분이 사뱌종이다.
담배는 숲꽃담배와 토메토사군의 일종과의 자연잡종이 먼저 생기고, 이어서 일어난 염색체배가에 의해 생긴 식물이다. 숲꽃담배와 토멘토사군의 저마다의 교잡에 의한 인위합성종을 육성하였을 경우, 종자임성을 나타내는 것은 오토포라담배 뿐이고, 더욱이 오토포라담배는 숲꽃담배와 공통의 분포역을 가지고 있다. 따라서 토멘토사군 중에서도 오토포라 종이 또 하나의 조상종일 가능성이 높다. 그 기원지는 두 조상종의 공통분포 지역인 아르헨티나 북부의 살타지역과 이와 접하는 볼리비아 남부지역이다.
또 하나의 재배종인 둥근잎담배는 파니쿨라타담배와 운둘라타담배와의 이배종 사이에 자연잡종이 생기고, 이어서 일어난 염색체배가에 의해 기원된 사배종이다. 그 기원지는 페루와 볼리비아의 중앙 안데스지대의 높이 300m의 고원지대이다. 이들 야생종은 에콰도르 남서부의 높이 2,300-2,800m, 페루와 볼리비아의 국경지대인 안데스 서쪽의 높이 2,000-3,600m의 건조지대에서 발견되었다.
이 두 재배종 가운데 둥근잎담배가 먼저 성립하여 북방의 멕시코, 북아메리카 남서부와 동부에서 북동부, 캐나다 남부까지 퍼졌다. 그 후 오늘날 둥근잎담배와 자리를 바꾸었다. 이것이 남북 아메리카 대륙에 퍼져 콜럼버스의 신대륙 발견(1492) 당시에는 북아메리카 북부와 남아메리카 남단을 제외한 90% 이상의 지역에서 재배되고, 흡연의 풍습이 있었다. 유럽에는 1518년에 에스파냐에 도입된 것이 처음이다. 그 밖의 유럽 여러 나라에는 16세기 후반에 잇따라 도입되었다. 아시아에는 1571년 에스파냐 사람이 쿠바로부터 필리핀에 도입한 것이 처음이다. 중국대륙에는 타이완을 경유하여 1600년에 푸젠에 들어갔고, 그 후 대륙 남부·중부로 전해졌다. 한국에는 1600년대 초 일본을 통해서 들어왔다.
그 외에 인공잡종인 꽃담배(N. × sanderae)도 있다.

## 하위 분류
- 담배(N. tabacum L.)
- 랑스도르프꽃담배(N. langsdorffii Weinm.)
- 숲꽃담배(N. sylvestris Speg.)
- 코요테담배(N. attenuata Torr. ex S.Watson)
- N. acaulis Speg.
- N. acuminata (Graham) Hook.
  - N. a. var. multiflora Reiche
- N. africana Merxm.
- N. alata Link & Otto
- N. ameghinoi Speg.
- N. amplexicaulis N.T.Burb.
- N. arentsii Goodsp.
- N. azambujae L.B.Sm. & Downs
- N. benavidesii Goodsp.
- N. benthamiana Domin
- N. bonariensis Lehm.
- N. burbidgeae Symon
- N. cavicola N.T.Burb.
- N. clevelandii A.Gray
- N. cordifolia Phil.
  - N. c. subsp. sanctaclarae Danton
- N. corymbosa Remy
  - N. c. var. australis Goodsp.
- N. cutleri D'Arcy
- N. debneyi Domin
- N. excelsior (J.M.Black) J.M.Black
- N. forgetiana Sander ex W.Watson
- N. fragrans Hook.
- N. frigida Phil.
- N. glauca Graham
- N. glutinosa L.
- N. goodspeedii H.-M.Wheeler
- N. gossei Domin
- N. heterantha Symon & Kenneally
- N. knightiana Goodsp.
- N. linearis Phil.
- N. longiflora Cav.
- N. maritima H.-M.Wheeler
- N. megalosiphon Van Heurck & Müll.Arg.
  - N. m. subsp. sessilifolia P.Horton
- N. miersii Remy
  - N. m. var. lychnoides (J.Rémy) Goodsp.
- N. monoschizocarpa (P.Horton) Symon & Lepschi
- N. mutabilis Stehmann & Semir
- N. noctiflora Hook.
- N. nudicaulis S.Watson
- N. obtusifolia M.Martens & Galeotti
  - N. o. var. palmeri (A.Gray) Kartesz
- N. occidentalis H.-M.Wheeler
  - N. o. subsp. hesperis (N.T.Burb.) P.Horton
  - N. o. subsp. obliqua N.T.Burb.
- N. otophora Griseb.
- N. paa Mart.Crov.
- N. paniculata L.
- N. pauciflora J.Rémy
- N. petunioides (Griseb.) Millán
- N. plumbaginifolia Viv.
- N. quadrivalvis Pursh
  - N. q. var. bigelovii (Torr.) DeWolf
  - N. q. var. wallacei (A.Gray) Mansf.
- N. raimondii J.F.Macbr.
- N. repanda Willd. ex Lehm.
- N. rosulata (S.Moore) Domin
  - N. r. subsp. ingulba (J.M.Black) P.Horton
- N. rotundifolia Lindl.
- N. rustica L.
- N. setchellii Goodsp.
- N. simulans N.T.Burb.
- N. solanifolia Walp.
- N. spegazzinii Millán
- N. stenocarpa H.-M.Wheeler
- N. stocktonii Brandegee
- N. suaveolens Lehm.
- N. thyrsiflora Goodsp.
- N. tomentosa Ruiz & Pav.
  - N. t. var. leguiana (J.F.Macbr.) Goodsp.
- N. tomentosiformis Goodsp.
- N. truncata Symon
- N. umbratica N.T.Burb.
- N. undulata Ruiz & Pav.
- N. velutina H.-M.Wheeler
- N. wigandioides K.Koch & Fintelm.
- N. wuttkei J.R.Clarkson & Symon